# Phacellaria rigidula
Phacellaria rigidula är en tvåhjärtbladig växtart som beskrevs av George Bentham. Phacellaria rigidula ingår i släktet Phacellaria och familjen Amphorogynaceae. Inga underarter finns listade i Catalogue of Life.